# Dolotortula mniifolia
Dolotortula mniifolia är en bladmossart som beskrevs av Robert Zander 1989. Dolotortula mniifolia ingår i släktet Dolotortula och familjen Pottiaceae. Inga underarter finns listade i Catalogue of Life.